# ریشا اد اما

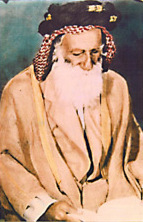
ریشا اد اما دخيل عيدان

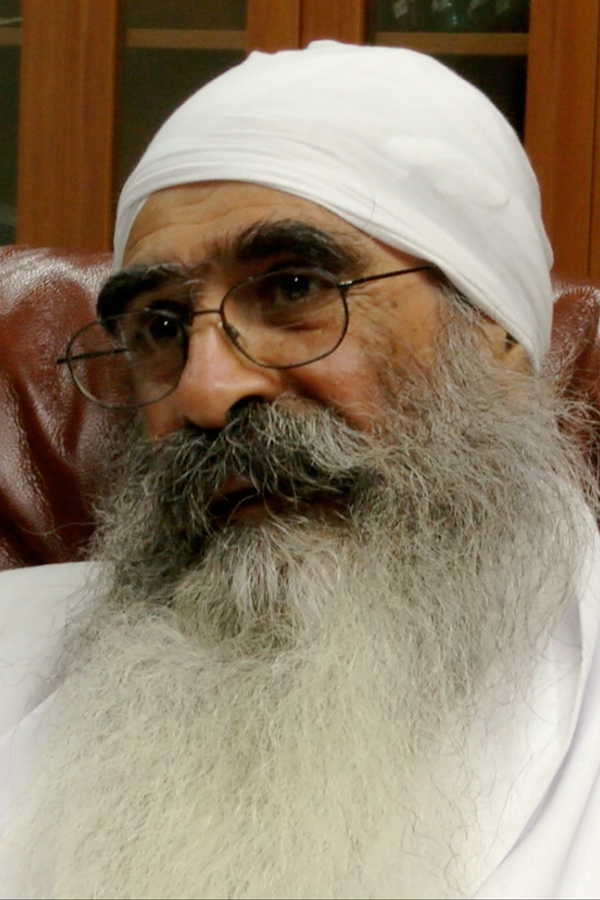
ریشا اد اما صلاح چحیلی در استرالیا

ریشا اد اما برترین مقام در یک جامعه مندائی است.معنی لغوی آن در زبان مندائی نو رئیس امت می‌باشد.وظیفه پاسخ به استفتاء و رهبری دینی در جامعه مندائی به عهده این مقام است.

## منبع
1. ↑  سایت آفتاب: اطلاعاتی پیرامون آئین صابئین مندایی و آداب و رسوم دینی آن‌ها.فارسی.بازدید در ۱ ژوئیه ۲۰۱۱